# 宁芙级护卫舰
宁芙级（德語：Nymphe-Klasse）是普鲁士海军于1860年代初建造的两艘平甲板护卫舰所使用的船级。该船级由首舰宁芙号和末舰美杜莎号共同组成，均以希腊神话人物命名。它们于1862年初开始铺设龙骨，而尺寸更大的盖甲板护卫舰阿科纳级也在同一时间建造。宁芙号于1863年底完工，但美杜莎号的工程进度较慢，原因是与普鲁士议会在预算问题上存在争议，而且希望吸取宁芙号的建造经验。该级舰是在普鲁士海军重组的背景下入列，旨在执行常规舰队任务，后续还应在普鲁士和德意志感兴趣的海外地区执行广泛的巡洋任务。为此，这些舰艇装备有十门36磅炮和六门12磅炮，在蒸汽动力下的最高航速可达12節（22每小時）。除了从英国进口的推进装置外，其建造中使用的所有材料均为国内生产。
宁芙号的及时完工使其赶上了1864年与丹麦的第二次石勒苏益格战争，在亚斯蒙德海战期间，它与一艘丹麦巡防舰激烈交战，并多次被击中。美杜莎号于1867年入役，并于1867－1868年间被部署到地中海，1868－1871年重新巡航前往东亚。在1870－1871年的普法战争期间，美杜莎号被封锁在日本横滨，无法参与任何行动。宁芙号同样被封锁在普鲁士的但泽，它于夜间突然袭击了法国分舰队，尽管没有造成任何破坏，但还是让法国海军将领相信，其麾下的铁甲舰不适合对普鲁士港口进行严密封锁。宁芙号于1871年至1874年间被派驻东亚，而美杜莎号则于1872年被改装为教学舰。宁芙号从亚洲返回时也进行了类似的改装，两舰在接下来的几年中都以此身份服役，并定期开展去往美洲和地中海的海外长途拉练。到1880年，美杜莎号已损耗严重，不再服役，但宁芙号仍运用至1885年，随后也撤出。它们在退役后都沦为废船，并留存至1891年才拆解报废。

## 设计
19世纪50年代，普鲁士海军为了对付假想敌丹麦，于1855年开始制定了大规模的造舰计划。其中采用螺旋桨推进方式的机帆动力并用、木制结构的盖甲板护卫舰、平甲板护卫舰和通报舰三种舰型，成为德国巡洋舰的鼻祖。采购这些舰只的原因是，随着普鲁士的贸易利益在亚洲、中美洲、南美洲以及太平洋的海外市场上扩张，它们在那里与其他欧洲列强的利益发生冲突，后者便将普鲁士公司排除出其海外利益的活动之外。为此，在铁甲舰建造计划启动的同时，海军总司令部决定仍然需要无防护的蒸汽护卫舰来保护海外经济利益。阿科纳级盖甲板护卫舰的设计工作始于1854年，但由于海军认为更小尺寸的舰艇也很有用，因此造舰局于1861年开始设计新的护卫舰。当时，美国内战刚刚爆发，联盟国所使用的私掠船对中立国航运构成了重大威胁。因此，除了海外示旗和攻击敌舰等常规的巡洋职责外，普鲁士还需要轻型的远程军舰来保护本国商船。配备蒸汽动力的技术创新搭配传统航行设施的宁芙级便是能够胜任所谓的“驻地舰”职责以保护普鲁士利益的船具，并可作为进一步的力量投射——通常是在炮舰外交的基础上于海外设立的基地活动。
宁芙级护卫舰是在普鲁士王国面临两次危机的背景下订购的。丹麦于1861年开始扩充其海军力量，普鲁士人担心倘若对方试图用武力解决石勒苏益格-荷尔斯泰因问题，规模较小的普鲁士舰队将绝望地处于劣势。同年3月，时任普鲁士海军部兼战争部长的阿尔布雷希特·冯·罗恩发布了一项舰队计划，要求除了大量其他舰种外，还需要十二艘蒸汽护卫舰，以便为可能与丹麦发生的冲突做好准备。第二次危机是普鲁士因罗恩扩大和改革普鲁士陆军的计划而引发的宪政危机，对他的普遍敌意导致普鲁士议会拒绝为海军计划拨款。尽管如此，普鲁士海军依然在没有合法预算的情况下运作，并于7月23日不顾一切地订购了两艘宁芙级舰只。造舰所需的材料大部分来自普鲁士本国，惟发动机必须从海外的英国采购。

### 整体特征
宁芙级舰只的水线长和全长分别为58.54米和64.90米，有10.2米的舷宽以及3.92米的前吃水和4.47米的后吃水；其标准排水量为1,085吨，满载时则可达1,202吨。舰体外板均为平接搭造的横向框架木制结构，并镀有铜覆皮，以防木材在保养设施不便的海外长期部署期间发生生物淤积。
宁芙级护卫舰的标准船员编制为14名军官和176名水兵。每艘同级舰都可携带四艘未指定类别的舰载艇，其中一艘较大、三艘较小。与普鲁士和德意志统一后建造的大多数其它蒸汽护卫舰不同，宁芙级是优秀可靠的海船，风帆表现良好。舰艉搭载的压舱物进一步改善了它们的航海性能，即便在横浪中亦能保持稳定。然而，它们在顶浪下会有显著的速度损失，且机动性也不是特别好——但这项性能在使用蒸汽动力时的表现较风帆动力更好。转向由单舵控制。

### 推进装置

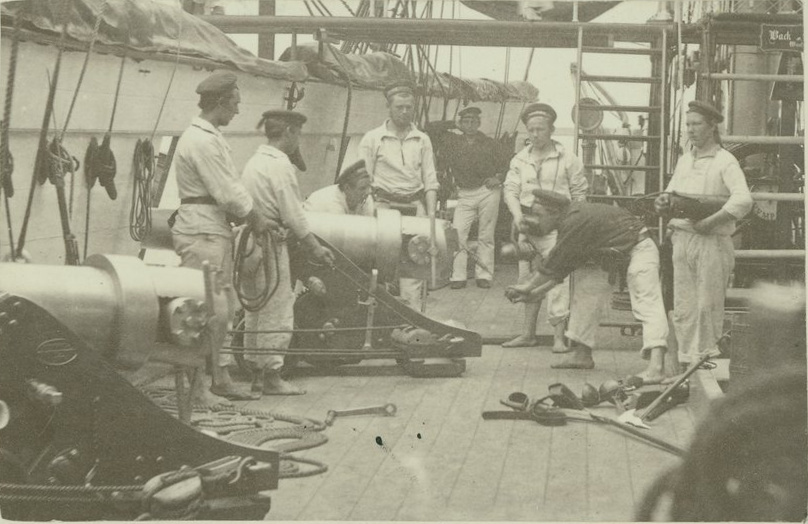
为宁芙号装弹（1872年）

宁芙级护卫舰由一台卧式两缸双胀蒸汽机提供动力，用以驱动一副直径为3.64米的双叶螺旋桨。蒸汽则由格林威治约翰·佩恩父子公司制造的两台燃煤火管锅炉提供，它们分布在共用的轮机舱和锅炉舱内，并通过管道引入舰舯部一座可伸缩的烟囱内。推进装置的额定功率为800匹指示馬力（600千瓦特），最大航速12節（22每小時），煤炭贮量126吨，能够以最大速度续航1,250海里（2,320）。作为辅助动力，这些舰只各配备有一套总帆面积为1,500平方米的三桅全帆装索具，以补充蒸汽机在煤炭供应短缺的海外长途航行时的需求。

### 武器装备
竣工时，宁芙号和美杜莎号都装备有十门36磅（1,100发）和六门12磅（720发）前膛炮，全数架设在舷侧。自1869年起，它们先是被十七门、后为十九门120毫米23倍径后膛式箍炮所取代。这些火炮共配备1,900发弹药，最大射程为5,900米。而在运用生涯后期担任教学舰期间，宁芙级舰只的武器则仅保留九门箍炮。

## 同级舰
| 舰名     | 出处   | 船厂         | 动工          | 下水           | 投运           | 除籍          | 结局       |
| -------- | ------ | ------------ | ------------- | -------------- | -------------- | ------------- | ---------- |
| 宁芙号   | 宁芙   | 但泽王国船厂 | 1862年1月25日 | 1863年4月15日  | 1863年11月25日 | 1887年7月21日 | 1891年拆解 |
| 美杜莎号 | 美杜莎 | 但泽王国船厂 | 1862年2月6日  | 1864年10月20日 | 1867年4月10日  | 1881年4月5日  | 1891年拆解 |

## 服役历史

### 宁芙号

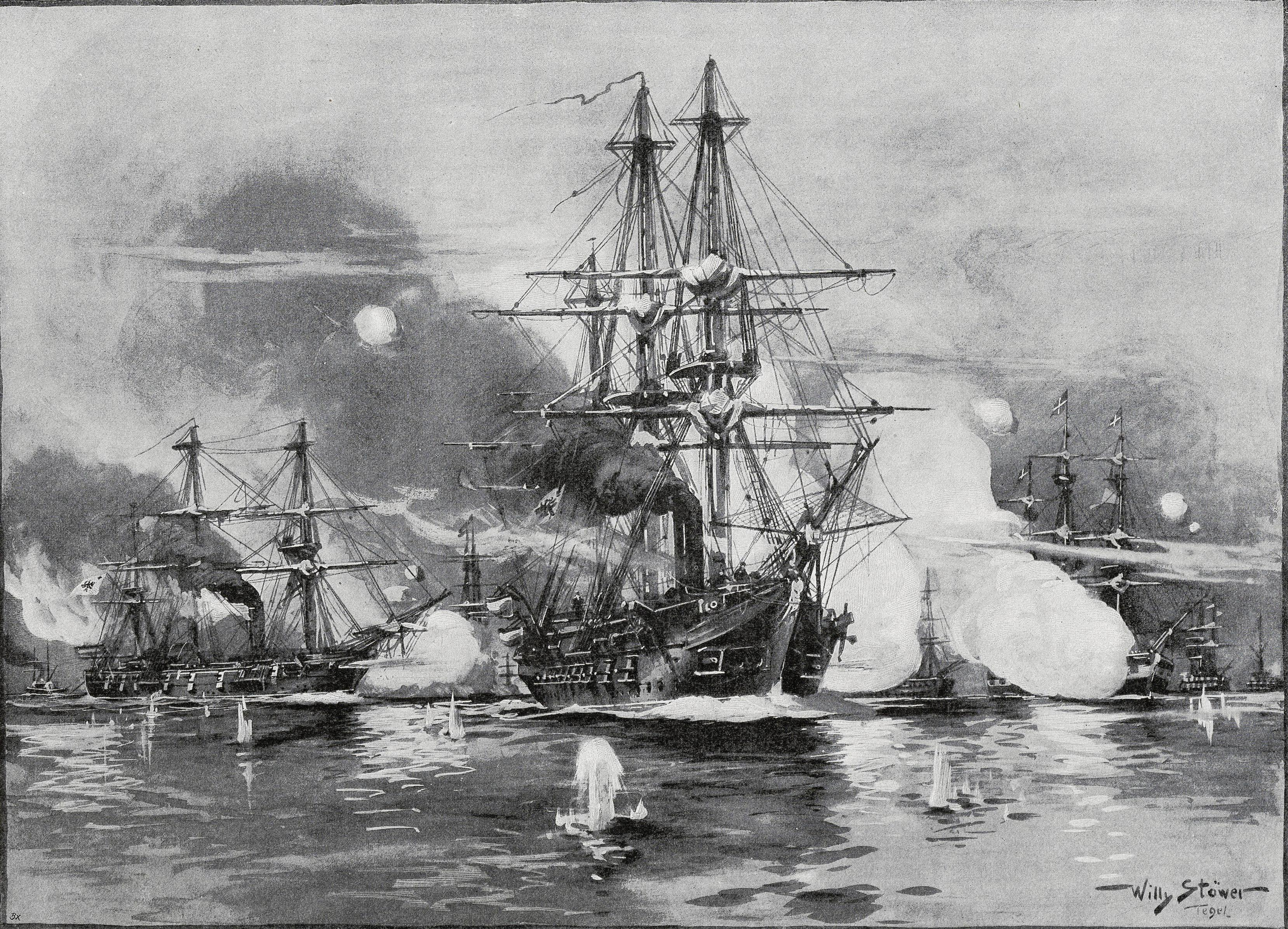
由威利·施特韦绘制的亚斯蒙德海战 (1864年)画作，宁芙号位于左侧

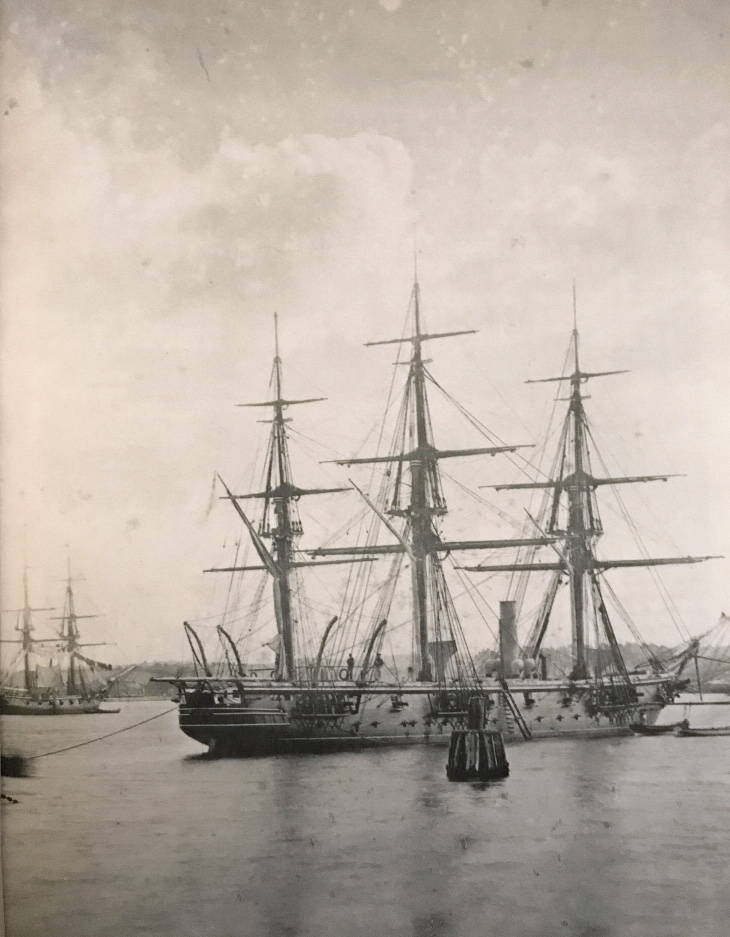
1872年的美杜莎号

随着普鲁士与丹麦的冲突加剧，首舰宁芙号于1863年入役后被立即投入第二次石勒苏益格战争，并参加了战争期间波罗的海最大规模的行动——1864年的亚斯蒙德海战。它跟随盖甲板护卫舰阿科纳号出击突破丹麦人的封锁，在随后的行动中，宁芙号与丹麦巡防舰西兰号进行了激烈交锋，它遭到大约70次打击，主要是索具被命中，但该舰并未严重受损，伤亡也很轻。在1866年的普奥战争期间，宁芙号正在被召回德国的途中，因此未及参与任何行动，但在1870年的普法战争期间，它则切实参加了与法国军舰的战斗。当时法国的一支铁甲分舰队锚泊在但泽附近，宁芙号于夜间对闲置的舰只发动了突袭，却并未对这些带有装甲保护的法舰造成严重破坏。尽管如此，该舰的攻击还是让法国北方分舰队司令、海军少将爱德华·布埃-维尧姆兹相信，他的重型舰艇在对德国港口的严密封锁中是没有用的，故此撤离。
1871年，宁芙号开始了在太平洋和东亚的长期海外部署；去程途中，其船员在巴西曾发生轻微的外交冲突。在东亚驻地，时任舰长、海军少校路易斯·冯·布兰克代表德国与大洋洲诸岛、婆罗洲和苏禄群岛的政府进行了贸易谈判。该舰还巡航前往多座城市示旗，并寻找可为德国舰船建立加煤站的地点，但没有成功。它一直在留在海外直至1874年中期，之后被改装成一艘培训见习水兵的教学舰。宁芙号在接下来的十年里都以此身份服役，期间多次开展通常是去往美洲的训练巡航，惟1882年游历了地中海，部分原因是为了在埃及的奥拉比起义期间加强德国在该地区的海军力量。到1885年，该舰因舰况不佳而需要接受彻底重建，但由于改造成本几乎相当于新建的造价，它遂于1887年7月21日正式从海军名录中除籍并沦为废船。宁芙号最终于1891年被出售，并在汉堡拆解报废。

### 美杜莎号
美杜莎号在服役生涯中曾进行过两次重大的海外巡航，第一次是在1867－1868年的克里特人反抗奥斯曼统治期间前往地中海。它并未积极干预冲突，而是于1868年载着德国分舰队司令访问了位于君士坦丁堡的奥斯曼政府。第二次航程更长，从1868年持续到1871年，主要以东亚为中心活动。在当地，该舰像宁芙号一样寻找合适的加煤站，但同样无功而返。美杜莎号还于戊辰战争的最后阶段负责保护在日本的德国公民，继而因台风而在日本海岸受损。完成修复后，它前往中国协助打击海盗，并到访了多座港口以示旗。1870年普法战争爆发后，美杜莎号因法国分舰队封锁港口而被困日本横滨；因此，该舰在冲突期间无法参与任何实战，但它仍然充当起“存在舰队”职责，牵制住了法国军舰从而避免对方攻击德国商船。
1872年回到已统一的德国后，美杜莎号被改装成一艘训练舰，并在接下来的八年里都以此身份服役。在此期间，它多次开展训练巡航，既有在波罗的海，也有前往北美洲、中美洲、南美洲以及地中海的长途航行。1876年，该舰秘密前往地中海监视巴尔干半岛的紧张局势，并协助确保一名德国外交官在萨洛尼卡遇刺后获得赔偿。到1880年，美杜莎号已经损耗严重，需要接受彻底检修，军方遂决定将其退役，并作废船使用，直至1891年出售报废。